# Левша-пацан
Левша-пацан (настоящее имя — Алексей Пацаев, род. 24 июня 1985 года, Фёдоровка (Тольятти), Куйбышевская область) — саунд-продюсер, путешественник, артист, играющий в жанрах  этническая музыка, даб, дэнсхолл, привнося в них волжскую самобытность. Также известен как Левша, Lefty Rudeboy.

## Хронология

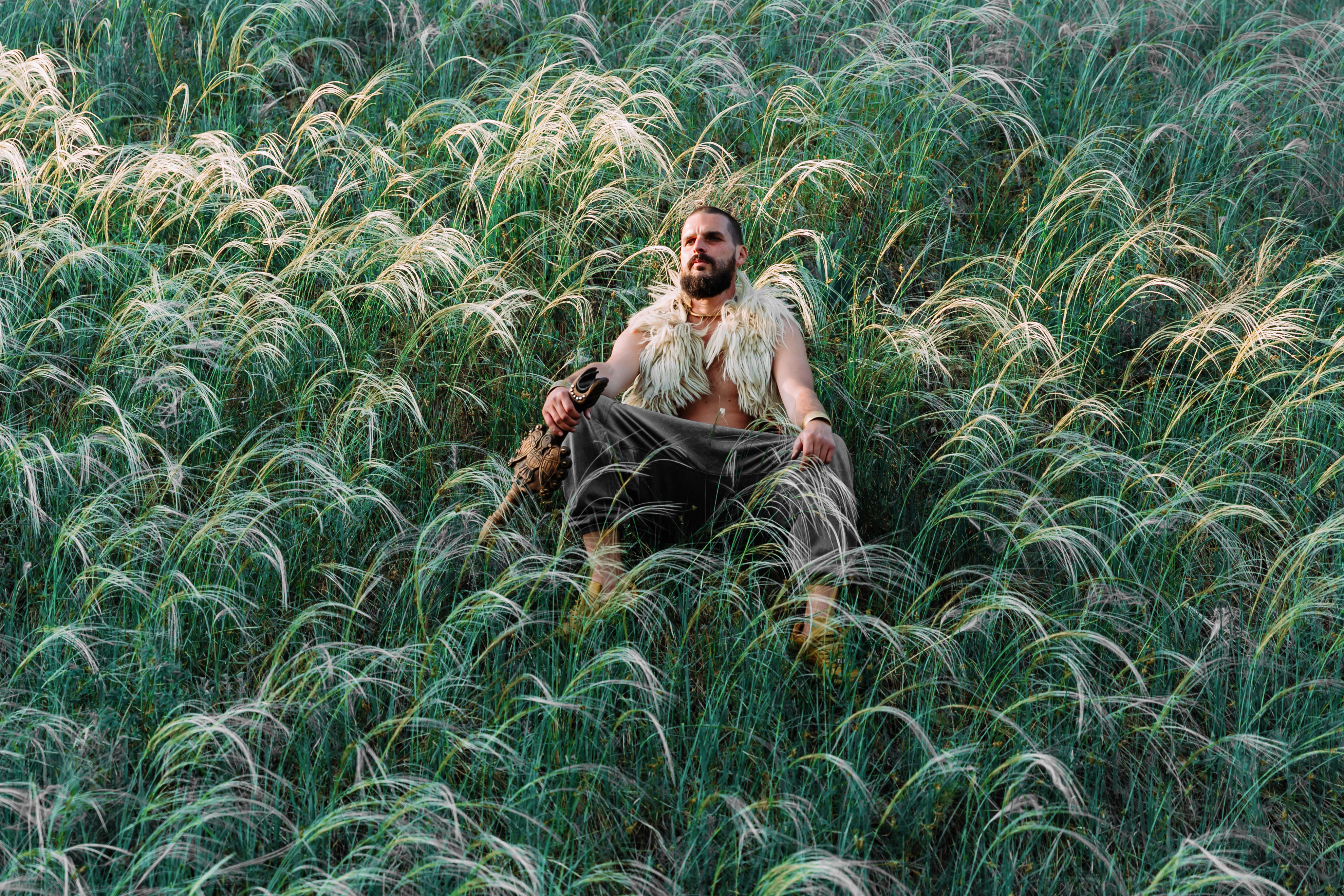
A resident of the Zhiguli Mountains watches a herd in the steppe feather grass

2009 — «Сказки про Левшу» — первый альбом волжского даба. Работа с баянистом Дмитрием Оплачко.
2009 — Перформанс на фестивале Метафест. Левша-пацан объявляется открытием фестиваля.
2009 — «Печенег-party» — первые эксперименты по реконструкции печенежского фольклора. Работа с электронщиком Углём-товарищем.
2013 — «Земляничный ашрам» — русско-индийский эпос, повествующий об играх полубогов. Работа Левши в Варанаси с болливудским композитором Bhupendra Kumar, ситаристом Gaurav Shukla и другими индийскими музыкантами.

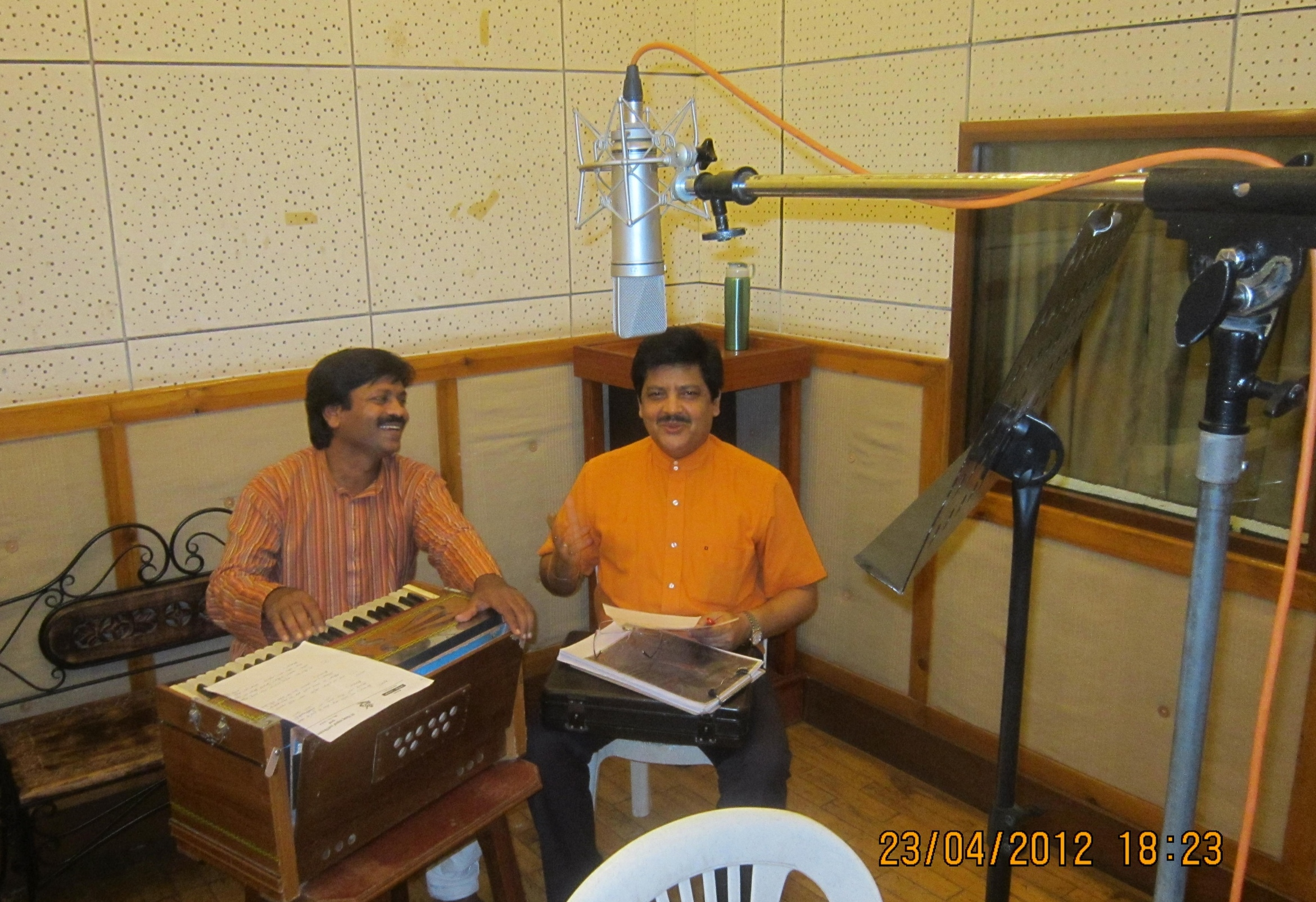
Udit Narayan and Bhupendra Kumar at recording, Mahadev records, Varanasi.

2013 — Отказ от концертной деятельности в пользу студийной работы, духовных практик и уединённой жизни.
2014 — «Озёрный Край» — продолжение темы волжского даба. Работа со струнным квартетом «Эмпатия».
2015 — «Легенды Русского Рока» — дансхолл-версии классических песен русского рока.
2017 — «На Всю Ивановскую» — плясовые разных лет.
2019 — «Чай со Львом» — работа с ветеранами карибской музыки «Два Льва».

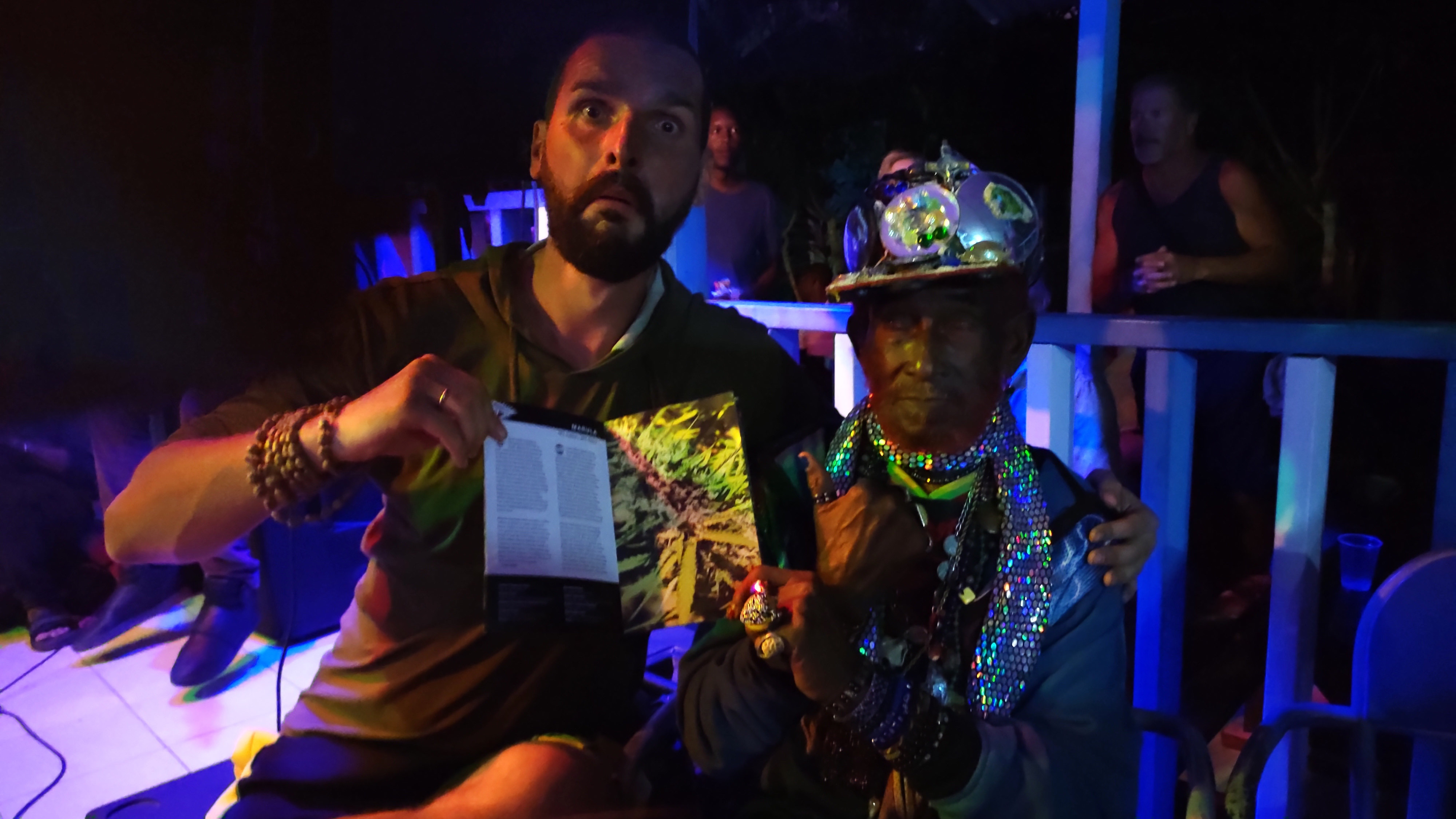
Mr Patsan and Lee Scratch Perry at concert, Jamaica, Negril

2020 — «Аквариум in Dub» — совместный альбом Борис Гребенщикова, Левши и основателя музыки регги Ли Перри.
2021 — «Юность21» — альбом хитов «русского Боба Марли» — Ромы ВПР, спродюсированный Левшой.
2021 — «Сутры» — CD-альбом студии «Выргород». Семь песен альбома расположены в соответствии с семью чакрами.
2022 — Волга-Ганга’22 — русско-индийский даб, записанный в Индии.

## Дискография
- 2009 — Сказки про Левшу
- 2010 — Печенег-party (Mr. Patsan & Ugly Comrade)
- 2013 — Земляничный Ашрам (feat. Bhupendra Kumar)
- 2014 — Озёрный Край (feat. Эмпатия)
- 2015 — Легенды Русского Рока (Mr. Patsan & Ugly Comrade)
- 2017 — На Всю Ивановскую (Левша-пацан сотоварищи)
- 2019 — Чай со Львом (Два Льва)
- 2020 — Аквариум in Dub (Борис Гребенщиков и Lee Scratch Perry)
- 2021 — Юность21 (Рома ВПР)
- 2022 — Сутры
- 2022 — Волга-Ганга'22
- 2022 — Ритритный альбом (Юстус)

## Фестивали
- Метафест (2009-2022)
- Глобальное Потепление[8]
- Systo
- Space of Joy
- Грушинский фестиваль
- Благофест
- Witchess Sabbath
- О!стров
- Космофест
- Протока

## Статьи, рецензии, интервью
- «Пришлось вымачивать голос БГ в эликсире молодости»
- Трилогия в стиле Волжский Даб
- Саунд-продюсер Левша-пацан о ямайском проекте с Гребенщиковым и запретах в музыке
- Самарский Левша рассказал, как возил «Аквариум» на Ямайку к легенде регги-музыки
- Гребенщиков «переизобрел» «Аквариум» с основателем регги на новом альбоме
- Левша Пацан и БГ «Аквариум In Dub» - рецензия на альбом
- Аквариум in Dub
- Интервью на фестивале SYSTO
- «Три дня и две ночи „Метафеста“» Волжская коммуна
- На Мастрюковских Озерах отгремел Метафест
- С Левшой-пацаном на Метафесте скучно не будет
- Немного позитива от Левши
- Левша-пацан ушёл на дно озера
- Левша-Пацан: душевный чай от растаманов с Волги
- Сборная Волги по Солнечной Рагге